# Instil
Instil was een Nederlandse metalband.
Instil speelde melodic deathmetal en thrashmetal met brute hardcore riffs (ook wel metalcore) en werd door de binnenlandse en buitenlandse pers getrakteerd op lovende kritieken op hun debuutalbum "Fire reflects in ashes" (2004).
Instil combineerde melodie, snelheid en loodzware mosh. Het grote verschil met veel bands uit het extreme metalgenre was de energieke live-presentatie zo werd de band door velen nog meer gezien als een hardcoreband. De band was beïnvloed door bands als At The Gates, Hatebreed, The Haunted, Slayer en Death.
De Groningse band ontstond uit een doorstart van de hardcoreband Cease Assistance, waarvan 4 van de 5 leden besloten verder te gaan met een andere inslag van muziek en Instil begonnen. Instil werd gevormd in de zomer van 2001. In 2002 versterkte gitarist Sander Oldersma (ex-Karbo, Chain) de band.
Vanaf het begin speelde Instil met regelmaat in alle uithoeken van Europa. Zo toerde de band in 2003 als eerste Nederlandse band door IJsland en stonden ze samen op de bühne met The Dillinger Escape Plan, The Haunted, Crowbar, The Crown, Nuclear Assault, Bleeding Through, As I Lay Dying, God Dethroned, Caliban, Terror en vele anderen. Vooral de buitenlandse pers bestempelde meerdere malen Instil als een van de meest vooruitstrevende Nederlandse bands in hun genre. Eind 2004 werd Instil benaderd door tv-jeugdprogramma "Het Klokhuis" van de NPS om een item op te nemen over Metal.
Na een drukke tourperiode besluiten Jaap Vissering en Joop Suelmann de band in oktober 2006 te verlaten. Ervaren drummer Marc Guchelaar (ex-Unauthorized) en gitarist Wouter Jillings (ex-Escadron) waren hun vervangers.
In november 2007 maakte de groep bekend niet verder te gaan. Sommige leden gaven andere prioriteiten de voorrang. Daardoor kon de groep geen 100 %-inzet meer garanderen. Enkele bandleden waren toe aan een nieuw avontuur en starten Murder Manifest en enkele jaren daarna LIES!.

## Discografie
- 2002 - Questioning like only consciousness can question (mini-cd)
- 2004 - Heartopsy split-cd met Kyds vs Columbus uit USA (mini-cd)
- 2004 - Fire reflects in Ashes (cd)
- 2007 - Stalking Death (mini-cd)

## Bezetting Instil
- René Smit - Zang
- Wouter Jillings - Gitaar (sinds '06)
- Sander Oldersma - Gitaar (sinds '02)
- Arnold Schonewille - Bas
- Marc Guchelaar - Drums (sinds '06)

## Voormalige bandleden Instil
- Joop Suelmann - Gitaar
- Jaap Vissering - Drums